# Mahalingpur
Mahalingpur là một thị xã của quận Bagalkot thuộc bang Karnataka, Ấn Độ.

## Địa lý
Mahalingpur có vị trí 16°23′B 75°07′Đ / 16,38°B 75,12°Đ Nó có độ cao trung bình là 560 mét (1837 feet).

## Nhân khẩu
Theo điều tra dân số năm 2001 của Ấn Độ, Mahalingpur có dân số 30.861 người. Phái nam chiếm 51% tổng số dân và phái nữ chiếm 49%. Mahalingpur có tỷ lệ 58% biết đọc biết viết, thấp hơn tỷ lệ trung bình toàn quốc là 59,5%: tỷ lệ cho phái nam là 68%, và tỷ lệ cho phái nữ là 48%. Tại Mahalingpur, 15% dân số nhỏ hơn 6 tuổi.